# Ypthima pusilla
Ypthima pusilla är en fjärilsart som beskrevs av Hans Fruhstorfer 1911. Ypthima pusilla ingår i släktet Ypthima och familjen praktfjärilar. Inga underarter finns listade i Catalogue of Life.